# Andreas Graf
Andreas Graf (Ebreichsdorf, 7 de agosto de 1985) es un deportista austríaco que compite en ciclismo en las modalidades de pista, especialista en las pruebas de puntuación y madison, y ruta.
Ganó una medalla de plata en el Campeonato Mundial de Ciclismo en Pista de 2016 y una medalla de oro en el Campeonato Europeo de Ciclismo en Pista de 2014. En los Juegos Europeos de Minsk 2019 obtuvo una medalla de bronce en la prueba de madison.

## Medallero internacional
| Campeonato Mundial | Campeonato Mundial     | Campeonato Mundial | Campeonato Mundial |
| Año                | Lugar                  | Medalla            | Competición        |
| ------------------ | ---------------------- | ------------------ | ------------------ |
| 2016               | Londres (Reino Unido)  | Medalla de plata   | Puntuación         |
| Juegos Europeos    |                        |                    |                    |
| Año                | Lugar                  | Medalla            | Competición        |
| 2019               | Minsk (Bielorrusia)    | Medalla de bronce  | Madison            |
| Campeonato Europeo |                        |                    |                    |
| Año                | Lugar                  | Medalla            | Competición        |
| 2014               | Baie-Mahault (Francia) | Medalla de oro     | Madison            |

## Palmarés
2009
- 2.º en el Campeonato de Austria Contrarreloj

2011
- 2.º en el Campeonato de Austria Contrarreloj

2012
- 2.º en el Campeonato de Austria Contrarreloj

2013
- 2.º en el Campeonato de Austria Contrarreloj

2015
- 3.º en el Campeonato de Austria Contrarreloj